# سیان (هرند)
سیان، مرکز دهستان رودشت و روستایی از توابع بخش اژیه شهرستان هرند در استان اصفهان ایران است.
این روستا در مسیر جاده اصفهان ورزنه واقع شده است.

## جمعیت
بر پایه سرشماری عمومی نفوس و مسکن در سال ۱۳۹۵ جمعیت این روستا ۵۵۶ نفر (۱۶۷خانوار) بوده‌است.